# Вийлуп, Вяйно
Вяйно Вийлуп (21 октября 1928, Karula Rural Municipality — 12 декабря 2021, Таллин) — эстонский промышленник, генеральный директор «Эстонсланец» и политик.

## Биография
В 1947 году окончил среднюю школу №1 в Валга, а в 1952 году закончил обучение на химико-горном факультете Таллиннского политехнического института, продолжил образование в Академии угольной промышленности и Институте повышения квалификации работников угольной промышленности в Москве.
Вяйно Вийлуп был директором шахты «Эстония» с 1972 по 1988 год, заместителем начальника отдела капитального строительства «Эстонсланец» с 1988 по 1991 год, генеральным директором «Эстонсланец» с 1991 по 1999 год, председателем правления и исполнительным директором с 1998 года, советником председателя правления с 1999 по 2000 год.
С 1968 по 1971 год был депутатом Верховного Совета Эстонской ССР 7-го созыва, с 1991 по 1994 год — председателем городского совета города Кохтла-Ярве, а также заместителем председателя городского совета Йыхви.
Умер 12 декабря 2021 года, прощание состоялось 16 декабря в Йыхвиской церкви святого Михаила. Был кремирован и похоронен на кладбище Метсакалмисту в Таллине.

### В спорте
С 1968 по 1976 год был заместителем председателя Эстонской баскетбольной федерации, с 1974 по 2000 год был президентом футбольного клуба «Ээсти Пылевкиви», с 1978 по 1994 год — председателем Совета ветеранов спорта Кохтла-Ярве.

## Награды
- Орден Трудового Красного Знамени[9]

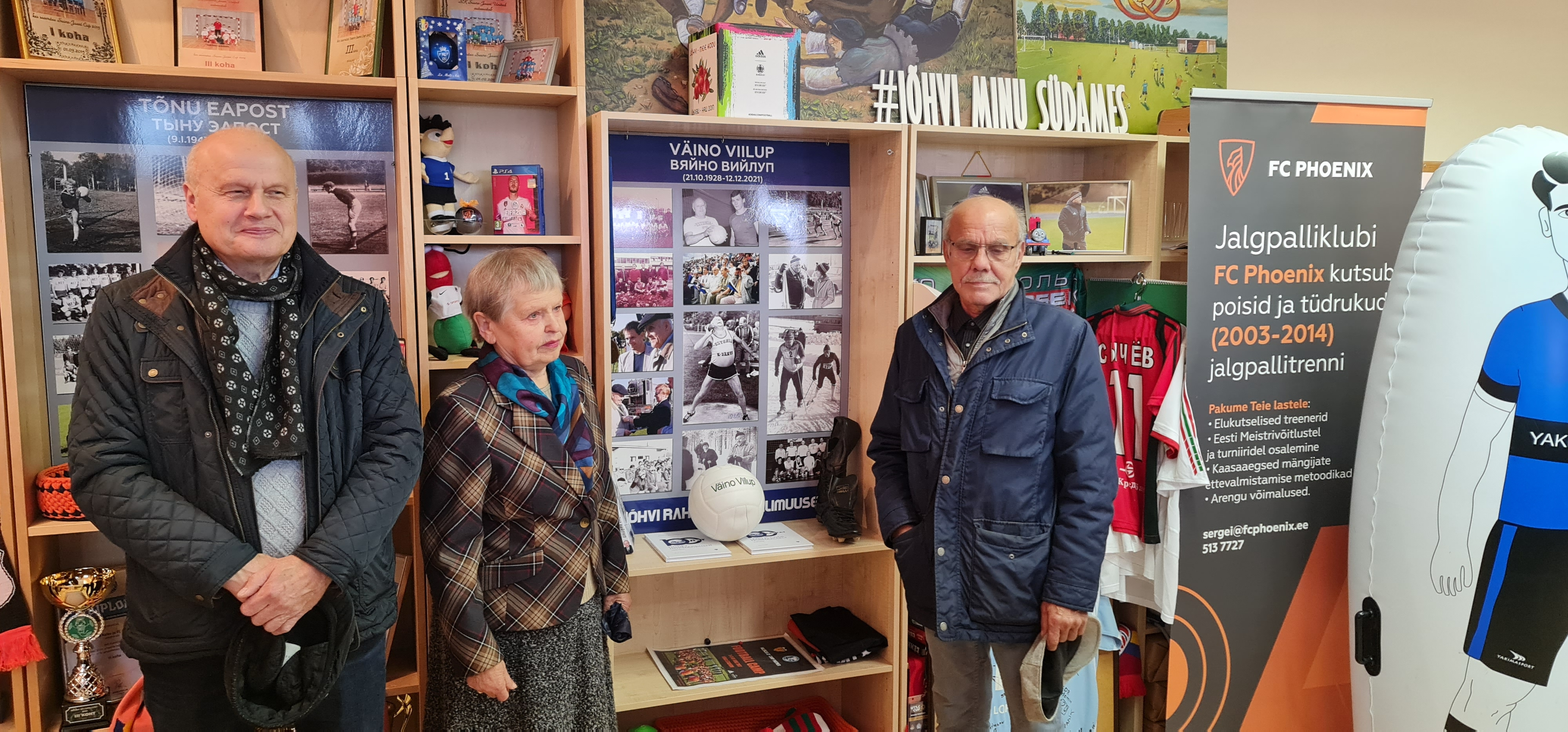
Семья Вяйно Вийлупа в музее истории футбола Йыхви

- Заслуженный инженер Эстонской ССР (1986)
- Почётный гражданин Йыхви[10][3][11]
- Орден Белой звезды IV степени (2004)
- Орден «За заслуги перед Ида-Вирумаа» (2008)[12][13]

## Память
22 октября 2022 года в Йыхви была открыта памятная скамья Вяйно Вийлуп, которую установили весной 2023 года на Йыхвиском променаде. Тогда же в музее истории футбола Йыхви был открыт стенд и размещены памятные вещи о Вяйно Вийлуп.